# Église Saint-Georges d'Essey-lès-Nancy
L'église Saint-Georges, est un bâtiment de culte français situé à Essey-lès-Nancy en Lorraine.

## Description
L'église Saint-George est l'une des deux églises paroissiales d'Essey-lès-Nancy (avec l'église Saint-Pie-X), située en hauteur par rapport à la ville, sur le flanc sud-ouest de la butte Sainte-Geneviève, site préhistorique fortifié.
Elle possède une nef de style gothique sans transept. Une tour carrée dont la maçonnerie s'élève à 17 m est située à l'extrémité ouest de la nef, surmontée d'une flèche couverte en ardoise. Quatre baies géminées s'ouvrent sur le côté de la tour. Ce clocher contient trois cloches.

## Historique
Sa partie la plus ancienne est la tour édifiée entre le xe et le xiie siècle et rehaussée au xve siècle. La nef et le chevet sont reconstruits aux XVe et XVIe siècles.
Elle possède un autel en marbre datant du XVIIIe siècle. À droite du chœur se trouve une peinture de Demange Prot Dominique datée de 1672 : la Vierge à l'Enfant, entourée de saints et d'armoiries.
Son orgue est aussi inscrit pour le buffet réalisé par Jean-Frédéric Verchneider à Puttelage-aux-lacs en 1865.
Au début des années 2000, la tour se lézarde, conséquence probable de la démolition du presbytère qui y était adossé. Des étais doivent être posés en 2006. En 2016, des travaux de consolidation de la tour, réalisés à l'aide de ceintures en fibre de carbone, sont effectués. Les baies, fermées depuis le xve siècle, sont rouvertes,.
Les cloches, Louise-Madeleine, Marie-Joséphine et Marie-Eugénie sont fondues à Nancy à la fin du XIXe siècle et bénies en 1895. Déposées en février 2016 pour permettre la restauration du clocher elles seront remises en place à la fin de l'année 2016.
L'église fait l’objet d’une inscription au titre des monuments historiques par arrêté du 20 juillet 1990.

## Photographies

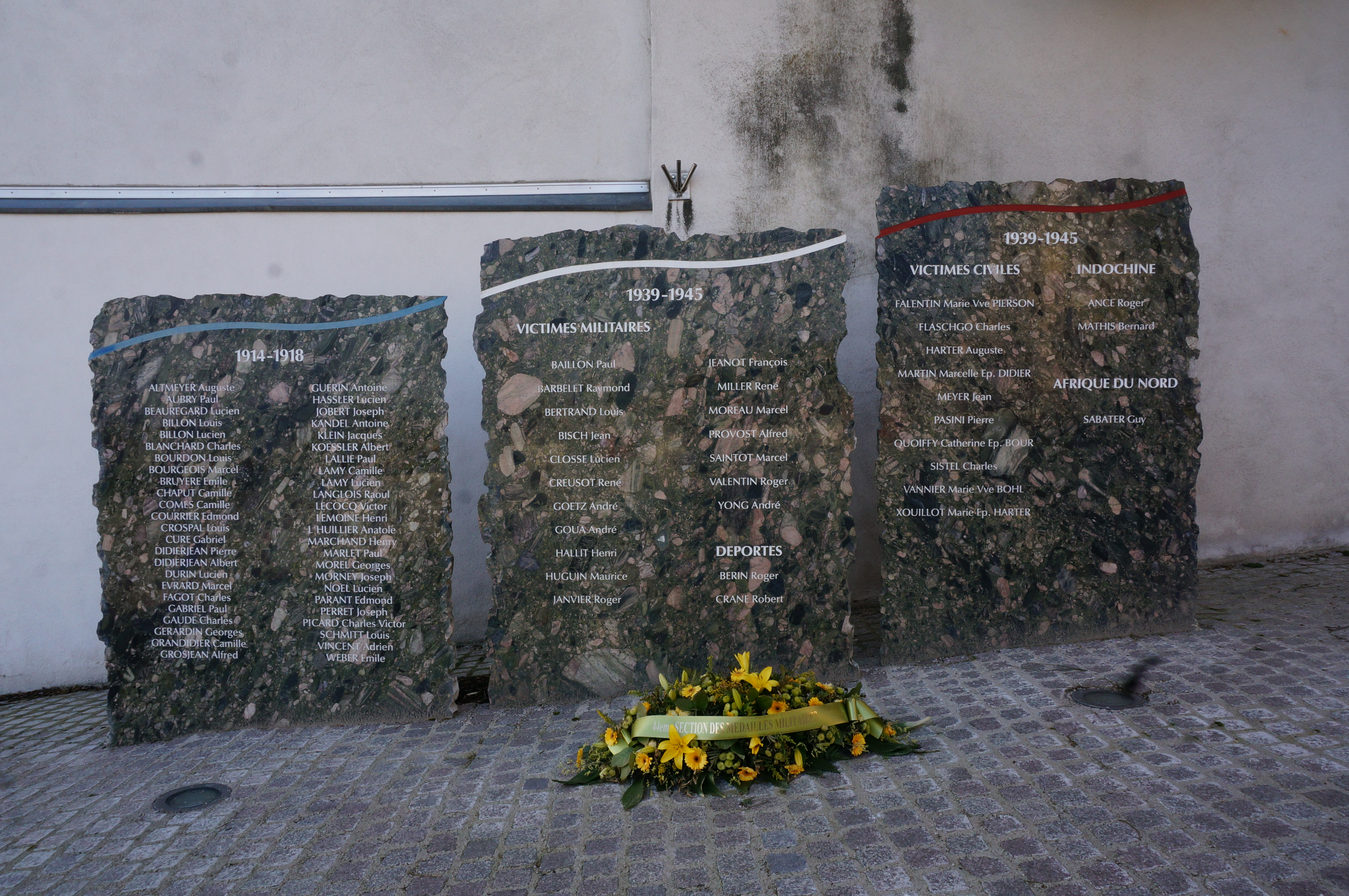
Monument aux morts sur le parvis de l'église.
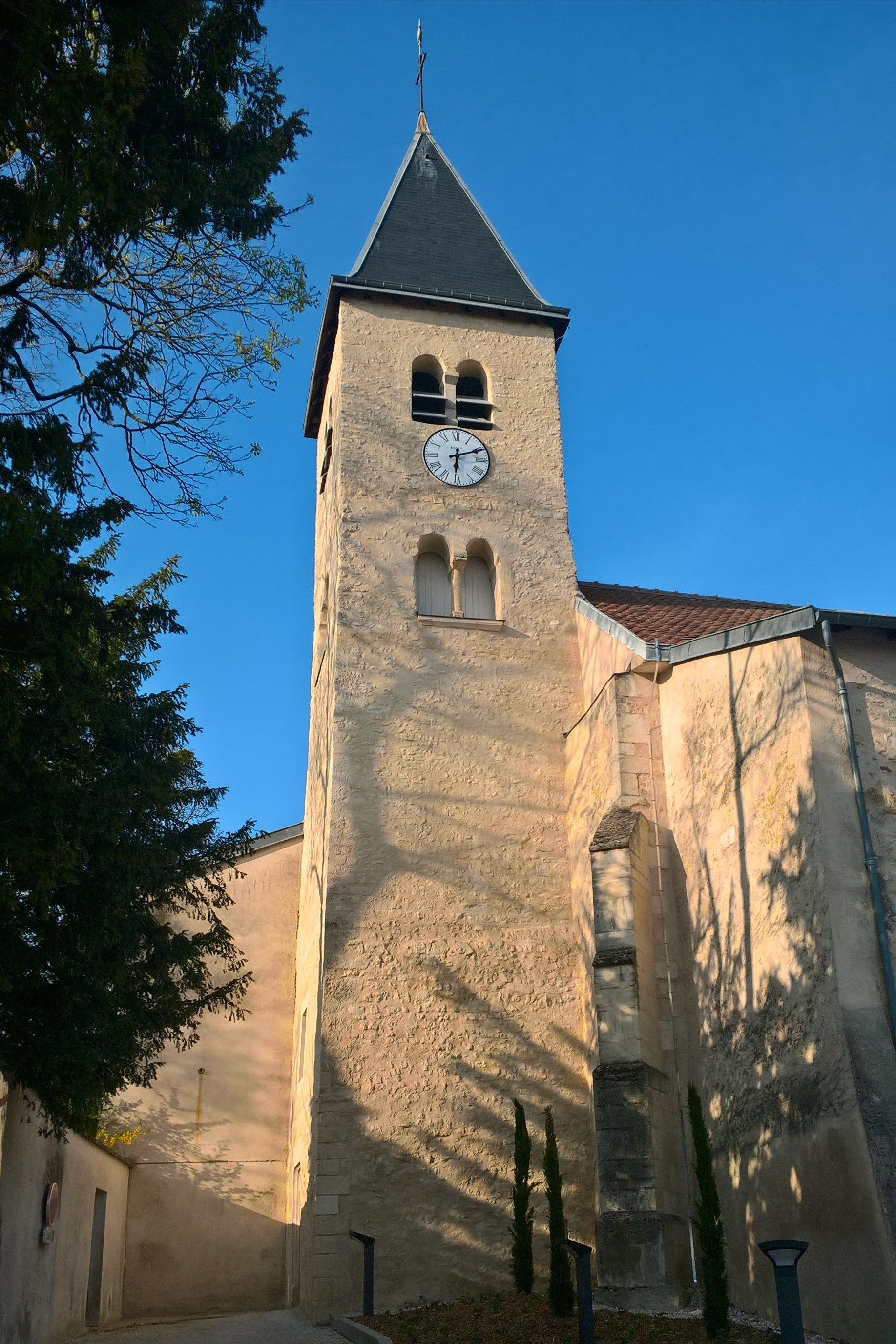
Clocher après la restauration de 2016.
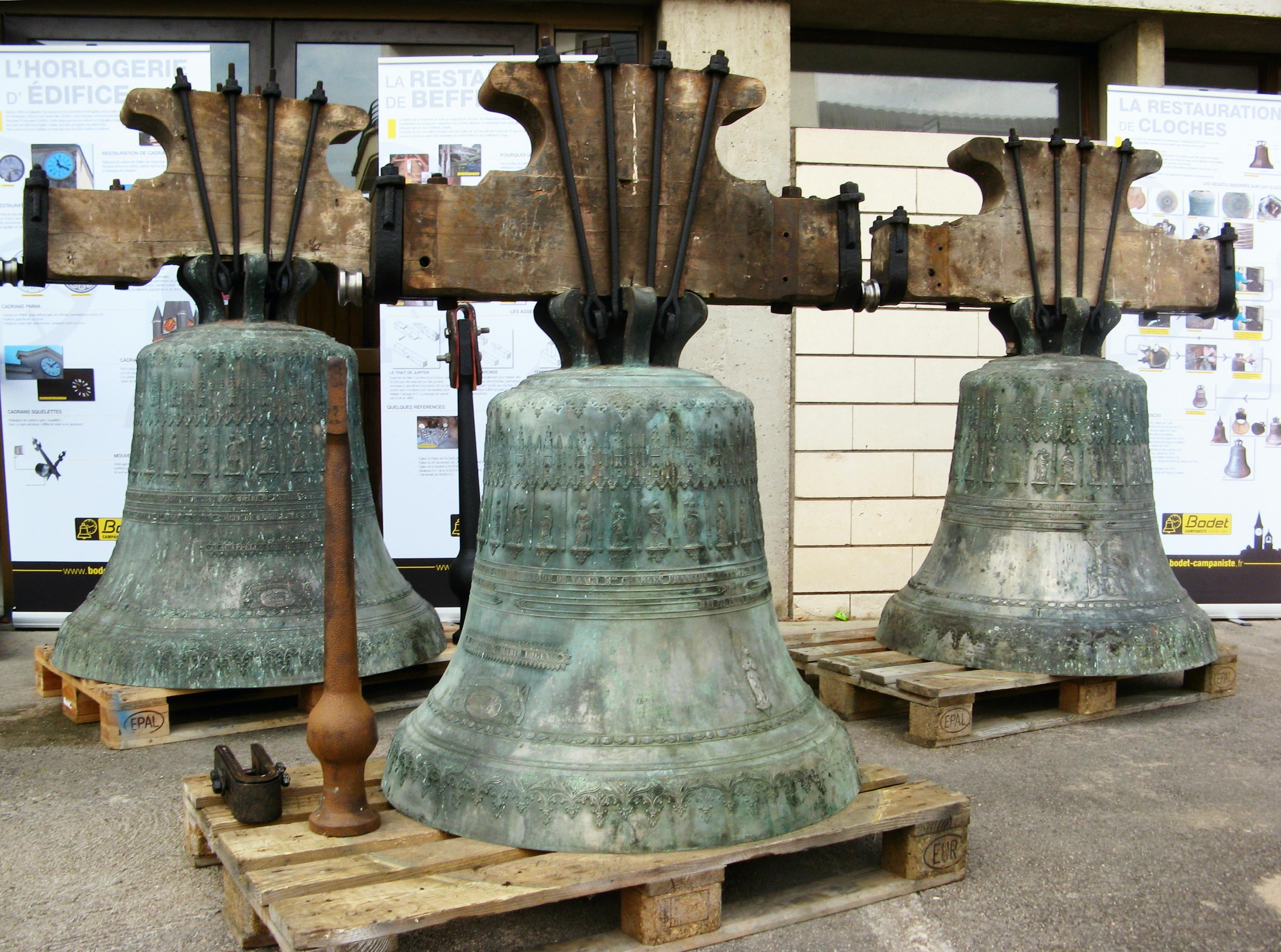
Cloches de l'église en attente de remise en place après restauration
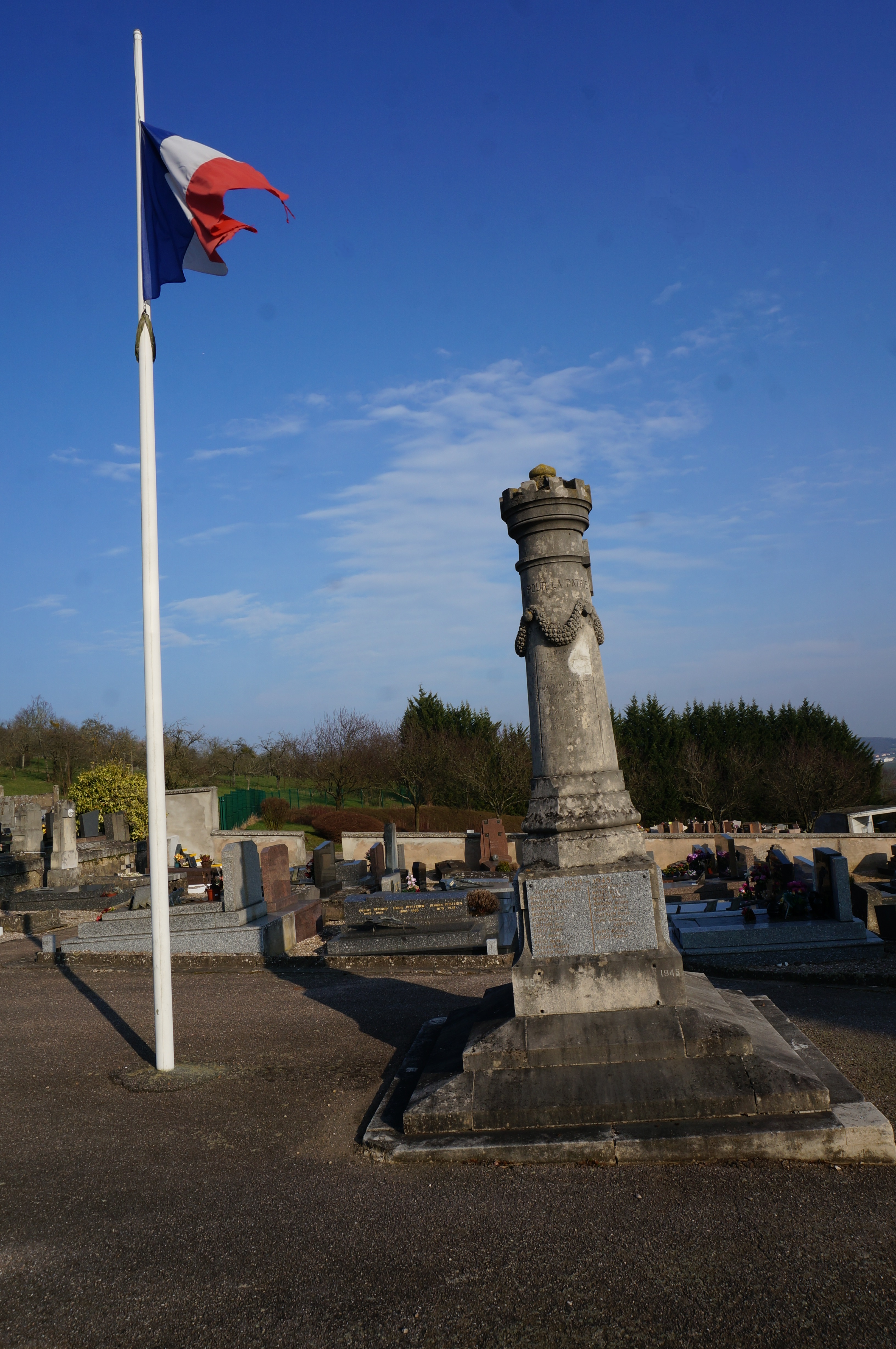
Le monument aux morts du cimetière.

## Cérémonies
Très peu de messes sont célébrées dans cette église à l'heure actuelle. Elle est toutefois utilisée pour commémorer, à leur date respective, les armistices des deux guerres mondiales.